# Trypanosyllis ankyloseta
Trypanosyllis ankyloseta är en ringmaskart som beskrevs av Francis Day 1960. Trypanosyllis ankyloseta ingår i släktet Trypanosyllis och familjen Syllidae. Inga underarter finns listade i Catalogue of Life.